# Convocazioni al World Grand Prix 2014
Elenco delle giocatrici convocate per il World Grand Prix 2014.

## Gruppo 1

### Brasile
| N° | Nome                   | Ruolo | Data di nascita  | Squadra        |
| -- | ---------------------- | ----- | ---------------- | -------------- |
| -  | José Roberto Guimarães | All   | 31 luglio 1954   | Campinas       |
| 1  | Fabiana Claudino       | C     | 24 gennaio 1985  | Sesi           |
| 3  | Danielle Lins          | P     | 5 gennaio 1985   | Sesi           |
| 4  | Ana Carolina da Silva  | C     | 8 aprile 1991    | Rio de Janeiro |
| 5  | Adenízia da Silva      | C     | 18 dicembre 1986 | Osasco         |
| 6  | Thaísa de Menezes      | C     | 15 maggio 1987   | Osasco         |
| 7  | Andréia Sforzin        | O     | 26 aprile 1983   | Pinheiros      |
| 8  | Jaqueline de Carvalho  | S     | 31 dicembre 1983 | Osasco         |
| 10 | Gabriela Guimarães     | S     | 19 maggio 1984   | Rio de Janeiro |
| 11 | Tandara Caixeta        | O     | 30 ottobre 1988  | Praia Clube    |
| 12 | Natália Pereira        | S     | 4 aprile 1989    | Campinas       |
| 13 | Sheilla de Castro      | O     | 1º luglio 1983   | Osasco         |
| 15 | Monique Pavão          | O     | 31 ottobre 1986  | Praia Clube    |
| 16 | Fernanda Garay         | S     | 10 maggio 1986   | Fenerbahçe     |
| 17 | Josefa de Souza        | P     | 3 febbraio 1983  | Osasco         |
| 18 | Camila Brait           | L     | 28 ottobre 1988  | Osasco         |
| 19 | Léia da Silva          | L     | 1º marzo 1985    | Pinheiros      |

### Cina
| N° | Nome         | Ruolo | Data di nascita   | Squadra          |
| -- | ------------ | ----- | ----------------- | ---------------- |
| -  | Lang Ping    | All   | 10 dicembre 1960  | Guangdong Hengda |
| 1  | Yuan Xinyue  | C     | 21 dicembre 1996  | Guangdong Hengda |
| 2  | Zhu Ting     | S     | 29 novembre 1994  | Henan            |
| 3  | Yang Fangxu  | O     | 6 ottobre 1994    | Shandong         |
| 4  | Yang Zhou    | C     | 21 aprile 1992    | Zhejiang         |
| 5  | Shen Jingsi  | P     | 3 marzo 1989      | Bayi             |
| 6  | Yang Junjing | C     | 15 maggio 1990    | Bayi             |
| 7  | Wei Qiuyue   | P     | 26 settembre 1988 | Tianjin          |
| 8  | Zeng Chunlei | O     | 3 novembre 1989   | Beijing          |
| 9  | Liu Xiaotong | S     | 16 febbraio 1990  | Beijing          |
| 10 | Shan Danna   | L     | 8 ottobre 1995    | Zhejiang         |
| 11 | Xu Yunli     | C     | 2 agosto 1987     | Fujian           |
| 12 | Hui Ruoqi    | S     | 4 marzo 1991      | Guangdong Hengda |
| 14 | Qiao Ting    | C     | 2 marzo 1992      | Beijing          |
| 15 | Chen Zhan    | L     | 11 ottobre 1990   | Jiangsu          |
| 16 | Wang Huimin  | O     | 11 novembre 1992  | Zhejiang         |
| 17 | Wang Na      | P     | 25 febbraio 1990  | Zhejiang         |
| 19 | Li Jing      | S     | 9 agosto 1991     | Zhejiang         |

### Corea del Sud
| N° | Nome           | Ruolo | Data di nascita  | Squadra            |
| -- | -------------- | ----- | ---------------- | ------------------ |
| -  | Lee Sun-goo    | All   |                  | -                  |
| 2  | Baek Mok-hwa   | S     | 30 agosto 1989   | KGC Ginseng        |
| 3  | Lee Hyo-hee    | P     | 26 agosto 1980   | IBK Altos          |
| 5  | Kim Hae-ran    | L     | 16 marzo 1984    | Korea Expressway   |
| 8  | Nam Jie-youn   | L     | 25 maggio 1983   | IBK Altos          |
| 10 | Kim Yeon-koung | S     | 26 febbraio 1988 | Fenerbahçe         |
| 11 | Park Jeong-ah  | S     | 26 marzo 1993    | IBK Altos          |
| 12 | Han Song-yi    | S     | 5 settembre 1984 | GS Caltex Seoul    |
| 16 | Bae Yoo-na     | C     | 30 novembre 1989 | GS Caltex Seoul    |
| 17 | Yang Hyo-jin   | C     | 14 dicembre 1989 | Hyundai Hillstate  |
| 19 | Kim Hee-jin    | C/O   | 29 aprile 1991   | IBK Altos          |
| 21 | Lee Jae-yeong  | S     | 15 ottobre 1996  | Sunmyung Girls' HS |
| 22 | Lee Da-yeong   | P     | 15 ottobre 1996  | Sunmyung Girls' HS |

### Germania
| N° | Nome              | Ruolo | Data di nascita   | Squadra     |
| -- | ----------------- | ----- | ----------------- | ----------- |
| -  | Giovanni Guidetti | All   | 20 settembre 1972 | VakıfBank   |
| 1  | Lenka Dürr        | L     | 10 dicembre 1990  | İqtisadçı   |
| 2  | Kathleen Weiß     | P     | 2 febbraio 1984   | Bergamo     |
| 3  | Louisa Lippmann   | S     | 23 settembre 1994 | Münster     |
| 4  | Maren Brinker     | S     | 10 luglio 1986    | Impel       |
| 6  | Jennifer Geerties | S     | 5 aprile 1994     | Vilsbiburg  |
| 9  | Stefanie Karg     | C     | 22 ottobre 1986   | Dresdner    |
| 11 | Christiane Fürst  | C     | 29 marzo 1985     | VakıfBank   |
| 12 | Heike Beier       | S     | 9 dicembre 1983   | BKS         |
| 13 | Jennifer Pettke   | C     | 29 maggio 1989    | Fischbek    |
| 14 | Margareta Kozuch  | O     | 30 ottobre 1986   | Azəryol     |
| 15 | Lisa Thomsen      | L     | 20 agosto 1985    | Azəryol     |
| 18 | Wiebke Silge      | C     | 16 luglio 1996    | Münster     |
| 19 | Laura Weihenmaier | S     | 4 aprile 1991     | PTSV Aachen |
| 20 | Mareen Apitz      | P     | 26 marzo 1987     | Dresdner    |

### Giappone
| N° | Nome             | Ruolo | Data di nascita   | Squadra           |
| -- | ---------------- | ----- | ----------------- | ----------------- |
| -  | Masayoshi Manabe | All   | 21 agosto 1963    | -                 |
| 1  | Miyu Nagaoka     | S     | 25 luglio 1991    | Hisamitsu Springs |
| 2  | Hitomi Nakamichi | P     | 18 settembre 1985 | Toray Arrows      |
| 3  | Saori Kimura     | S     | 19 agosto 1986    | Galatasaray       |
| 4  | Arisa Takada     | S     | 17 febbraio 1987  | Toray Arrows      |
| 6  | Yūko Sano        | L     | 26 luglio 1979    | Denso Airybees    |
| 7  | Mai Yamaguchi    | C     | 3 luglio 1983     | Okayama Seagulls  |
| 9  | Mizuho Ishida    | S     | 22 gennaio 1988   | Hisamitsu Springs |
| 12 | Yuki Ishii       | S     | 8 maggio 1991     | Hisamitsu Springs |
| 13 | Risa Shinnabe    | S     | 11 luglio 1990    | Hisamitsu Springs |
| 14 | Yukiko Ebata     | S     | 7 novembre 1989   | Hitachi Rivale    |
| 16 | Saori Sakoda     | S     | 18 dicembre 1987  | Toray Arrows      |
| 17 | Kana Ōno         | C     | 30 giugno 1992    | NEC Red Rockets   |
| 18 | Sayaka Tsutsui   | L     | 22 settembre 1989 | Hisamitsu Springs |
| 19 | Haruka Miyashita | P     | 1º settembre 1994 | Okayama Seagulls  |
| 20 | Mami Uchiseto    | S     | 25 ottobre 1991   | Hitachi Rivale    |

### Italia
| N° | Nome                 | Ruolo | Data di nascita  | Squadra           |
| -- | -------------------- | ----- | ---------------- | ----------------- |
| -  | Marco Bonitta        | All   | 5 settembre 1963 | Porto Robur Costa |
| 3  | Noemi Signorile      | P     | 15 febbraio 1990 | Ornavasso         |
| 4  | Sara Bonifacio       | C     | 3 luglio 1996    | Club Italia       |
| 5  | Valentina Fiorin     | S     | 9 ottobre 1984   | Imoco             |
| 6  | Monica De Gennaro    | L     | 8 gennaio 1987   | Imoco             |
| 7  | Raphaela Folie       | C     | 7 marzo 1991     | Bergamo           |
| 8  | Enrica Merlo         | L     | 28 dicembre 1988 | Bergamo           |
| 9  | Nadia Centoni        | O     | 19 giugno 1981   | RC Cannes         |
| 10 | Francesca Ferretti   | P     | 15 febbraio 1984 | River             |
| 11 | Cristina Chirichella | C     | 10 febbraio 1994 | Ornavasso         |
| 12 | Francesca Piccinini  | S     | 10 gennaio 1979  | LJ                |
| 13 | Valentina Arrighetti | C     | 26 gennaio 1985  | Busto Arsizio     |
| 14 | Caterina Bosetti     | S     | 2 febbraio 1994  | Osasco            |
| 15 | Antonella Del Core   | S     | 7 ottobre 1980   | Dinamo-Kazan      |
| 16 | Lucia Bosetti        | S     | 9 luglio 1989    | River             |
| 17 | Valentina Diouf      | O     | 10 gennaio 1993  | Bergamo           |
| 19 | Ofelia Malinov       | P     | 29 febbraio 1996 | Bruel Bassano     |

### Rep. Dominicana
| N° | Nome                | Ruolo | Data di nascita   | Squadra             |
| -- | ------------------- | ----- | ----------------- | ------------------- |
| -  | Marcos Kwiek        | All   | 18 luglio 1967    | -                   |
| 1  | Annerys Vargas      | C     | 7 agosto 1981     | Azəryol             |
| 2  | Winifer Fernández   | L     | 6 gennaio 1995    | Telekom Baku        |
| 3  | Camil Domínguez     | P     | 7 dicembre 1991   | Mirador             |
| 4  | Marianne Fersola    | C     | 19 gennaio 1992   | César Vallejo       |
| 5  | Brenda Castillo     | L     | 5 gennaio 1992    | Rabitə Baku         |
| 7  | Niverka Marte       | P     | 19 ottobre 1990   | Rep. Dominicana     |
| 8  | Cándida Arias       | C     | 11 marzo 1992     | Primoročka          |
| 12 | Rosalín Ángeles     | P     | 23 luglio 1985    | Rep. Dominicana     |
| 14 | Prisilla Rivera     | S     | 29 dicembre 1984  | Lokomotiv Baku      |
| 16 | Yonkaira Peña       | S     | 10 maggio 1993    | Toray Arrows        |
| 17 | Gina Mambrú         | O     | 21 gennaio 1986   | Lancheras de Cataño |
| 18 | Bethania de la Cruz | S     | 13 maggio 1987    | GS Caltex Seoul     |
| 19 | Ana Binet           | L     | 9 febbraio 1992   | Samaná              |
| 20 | Brayelin Martínez   | S/O   | 11 settembre 1996 | Mirador             |

### Russia
| N° | Nome                 | Ruolo | Data di nascita  | Squadra          |
| -- | -------------------- | ----- | ---------------- | ---------------- |
| -  | Jurij Maričev        | All   | 17 novembre 1960 | Dinamo Mosca     |
| 1  | Jana Ščerban'        | S     | 6 settembre 1989 | Dinamo Krasnodar |
| 3  | Anastasija Bavykina  | S     | 6 luglio 1992    | Zareč'e Odincovo |
| 4  | Irina Zarjažko       | C     | 3 ottobre 1991   | Uraločka         |
| 5  | Aleksandra Pasynkova | S     | 14 aprile 1987   | Uraločka         |
| 7  | Svetlana Krjučkova   | L     | 21 febbraio 1985 | Dinamo Krasnodar |
| 8  | Natalija Hončarova   | S     | 1º giugno 1989   | Dinamo Mosca     |
| 10 | Ekaterina Pankova    | P     | 2 febbraio 1990  | Zareč'e Odincovo |
| 13 | Evgenija Starceva    | P     | 12 febbraio 1989 | Dinamo-Kazan     |
| 14 | Irina Fetisova       | C     | 9 luglio 1994    | Zareč'e Odincovo |
| 15 | Tat'jana Košeleva    | S     | 23 dicembre 1988 | Dinamo Mosca     |
| 16 | Julija Podskal'naja  | C     | 18 aprile 1989   | Dinamo Krasnodar |
| 17 | Natal'ja Malych      | S     | 8 dicembre 1993  | Zareč'e Odincovo |
| 19 | Anna Malova          | L     | 16 aprile 1990   | Dinamo Mosca     |

### Serbia
| N° | Nome                | Ruolo | Data di nascita  | Squadra          |
| -- | ------------------- | ----- | ---------------- | ---------------- |
| -  | Zoran Terzić        | All   | 9 luglio 1966    | Omička           |
| 2  | Jovana Brakočević   | O     | 5 marzo 1988     | VakıfBank        |
| 3  | Sanja Malagurski    | S     | 8 giugno 1990    | Osasco           |
| 4  | Bojana Živković     | P     | 29 aprile 1988   | İlbank           |
| 5  | Nataša Krsmanović   | C     | 19 giugno 1985   | Rabitə Baku      |
| 6  | Tijana Malešević    | S     | 18 marzo 1991    | Prostějov        |
| 7  | Brižitka Molnar     | S     | 28 luglio 1985   | Atom Trefl Sopot |
| 9  | Brankica Mihajlović | S     | 13 aprile 1991   | Rio de Janeiro   |
| 10 | Maja Ognjenović     | P     | 6 agosto 1984    | Chemik Police    |
| 11 | Stefana Veljković   | C     | 9 gennaio 1990   | Galatasaray      |
| 12 | Jelena Nikolić      | S     | 13 aprile 1982   | VakıfBank        |
| 13 | Ana Bjelica         | O     | 3 aprile 1992    | Chemik Police    |
| 14 | Nađa Ninković       | C     | 1º novembre 1991 | Volero Zurigo    |
| 16 | Milena Rašić        | C     | 25 ottobre 1990  | RC Cannes        |
| 17 | Silvija Popović     | L     | 15 marzo 1986    | Volero Zurigo    |
| 18 | Suzana Ćebić        | L     | 9 novembre 1994  | Lokomotiv Baku   |

### Stati Uniti
| N° | Nome               | Ruolo | Data di nascita  | Squadra          |
| -- | ------------------ | ----- | ---------------- | ---------------- |
| -  | Karch Kiraly       | All   | 3 novembre 1960  | -                |
| 1  | Alisha Glass       | P     | 5 aprile 1988    | Fenerbahçe       |
| 2  | Kayla Banwarth     | L     | 21 gennaio 1989  | Rabitə Baku      |
| 3  | Courtney Thompson  | P     | 4 novembre 1984  | Volero Zurigo    |
| 6  | Nicole Davis       | L     | 24 aprile 1982   | Dinamo Bucarest  |
| 7  | Cassidy Lichtman   | S     | 25 maggio 1989   | Lokomotiv Baku   |
| 8  | Lauren Gibbemeyer  | C     | 8 settembre 1988 | Imoco            |
| 9  | Kristin Richards   | S     | 30 giugno 1985   | Campinas         |
| 10 | Jordan Larson      | S     | 16 ottobre 1986  | Dinamo-Kazan     |
| 12 | Kelly Murphy       | O     | 20 ottobre 1989  | AGIL             |
| 15 | Kimberly Hill      | S     | 30 novembre 1989 | Atom Trefl Sopot |
| 16 | Foluke Akinradewo  | C     | 5 ottobre 1987   | Rabitə Baku      |
| 17 | Alexandra Klineman | S     | 30 dicembre 1989 | -                |
| 19 | Kelsey Robinson    | S     | 25 giugno 1992   | Stati Uniti      |
| 21 | TeTori Dixon       | C     | 4 agosto 1992    | Rabitə Baku      |
| 22 | Rachael Adams      | C     | 3 giugno 1990    | Dąbrowa Górnicza |

### Thailandia
| N° | Nome                         | Ruolo | Data di nascita  | Squadra           |
| -- | ---------------------------- | ----- | ---------------- | ----------------- |
| -  | Kiattipong Radchatagriengkai | All   | 17 luglio 1966   | -                 |
| 1  | Wanna Buakaew                | L     | 2 gennaio 1981   | İqtisadçı         |
| 2  | Piyanut Pannoy               | L     | 14 agosto 1991   | Supreme Chonburi  |
| 4  | Thatdao Nuekjang             | C     | 3 febbraio 1994  | Idea Khonkaen     |
| 5  | Pleumjit Thinkaow            | C     | 9 novembre 1983  | İqtisadçı         |
| 6  | Onuma Sittirak               | S     | 13 giugno 1986   | İqtisadçı         |
| 7  | Hattaya Bamrungsuk           | C     | 12 agosto 1993   | Nakhon Ratchasima |
| 10 | Wilavan Apinyapong           | S     | 6 giugno 1984    | İqtisadçı         |
| 12 | Tapaphaipun Chaisri          | S     | 29 novembre 1989 | Jakarta Pertamina |
| 13 | Nootsara Tomkom              | P     | 7 luglio 1985    | Rabitə Baku       |
| 15 | Malika Kanthong              | O     | 8 gennaio 1987   | Jakarta Pertamina |
| 16 | Pornpun Guedpard             | P     | 5 maggio 1993    | Sisaket           |
| 18 | Ajcharaporn Kongyot          | C     | 18 giugno 1995   | Supreme Chonburi  |
| 19 | Kannika Thipachot            | S     | 3 maggio 1993    | Ayutthaya         |
| 20 | Soraya Phomla                | P     | 6 agosto 1992    | Ayutthaya         |

### Turchia
| N° | Nome              | Ruolo | Data di nascita   | Squadra           |
| -- | ----------------- | ----- | ----------------- | ----------------- |
| -  | Massimo Barbolini | All   | 24 agosto 1964    | Galatasaray       |
| 1  | Güldeniz Önal     | S     | 25 marzo 1986     | VakıfBank         |
| 2  | Gözde Kırdar      | S     | 26 giugno 1985    | VakıfBank         |
| 3  | Gizem Güreşen     | L     | 14 gennaio 1987   | VakıfBank         |
| 4  | Gamze Alikaya     | P     | 1º gennaio 1993   | Galatasaray       |
| 5  | Kübra Akman       | C     | 13 ottobre 1984   | VakıfBank         |
| 7  | Seda Tokatlıoğlu  | S/O   | 25 giugno 1986    | Fenerbahçe        |
| 8  | Bahar Toksoy      | C     | 6 febbraio 1988   | VakıfBank         |
| 9  | Merve Dalbeler    | L     | 27 giugno 1987    | Fenerbahçe        |
| 10 | Yeliz Askan       | O     | 13 agosto 1987    | Hyundai Hillstate |
| 11 | Naz Aydemir       | P     | 14 agosto 1990    | VakıfBank         |
| 13 | Neriman Özsoy     | S     | 13 luglio 1988    | Galatasaray       |
| 14 | Meliha İsmailoğlu | S     | 17 settembre 1993 | İlbank            |
| 16 | Büşra Cansu       | C     | 16 luglio 1990    | Eczacıbaşı        |
| 18 | Asuman Karakoyun  | P     | 16 luglio 1990    | Eczacıbaşı        |
| 20 | Çağla Akın        | P     | 19 gennaio 1995   | VakıfBank         |
| 21 | Özge Yurtdagülen  | C     | 6 agosto 1993     | Yeşilyurt         |
| 22 | Gizem Örge        | L     | 26 aprile 1993    | VakıfBank         |

## Gruppo 2

### Argentina
| N° | Nome               | Ruolo | Data di nascita   | Squadra           |
| -- | ------------------ | ----- | ----------------- | ----------------- |
| -  | Guillermo Orduna   | All   | 24 agosto 1957    | -                 |
| 1  | Lucía Gaido        | L     | 19 gennaio 1988   | Știința Bacău     |
| 2  | Tanya Acosta       | S     | 11 marzo 1991     | Gimnasia La Plata |
| 3  | Yamila Nizetich    | S     | 27 gennaio 1989   | Beşiktaş          |
| 5  | Lucía Fresco       | O     | 14 maggio 1991    | Potsdam           |
| 6  | Elina Rodríguez    | S     | 11 febbraio 1997  | Trebolense        |
| 7  | Natalia Aispurúa   | C     | 20 dicembre 1991  | Boca Juniors      |
| 10 | Emilce Sosa        | C     | 11 settembre 1987 | Știința Bacău     |
| 11 | Julieta Lazcano    | C     | 25 luglio 1989    | Istres            |
| 12 | Tatiana Rizzo      | S     | 30 dicembre 1986  | Boca Juniors      |
| 13 | Leticia Boscacci   | O     | 8 novembre 1985   | Soverato          |
| 14 | Josefina Fernández | S     | 17 agosto 1991    | Gimnasia La Plata |
| 16 | Florencia Busquets | C     | 27 giugno 1989    | Alba-Blaj         |
| 17 | Antonela Curatola  | P     | 23 ottobre 1991   | Vélez Sarsfield   |
| 18 | Yael Castiglione   | P     | 27 settembre 1985 | Geraldo Magela    |
| 20 | Micaela Fabiani    | O     | 13 giugno 1995    | Boca Juniors      |

### Belgio
| N° | Nome              | Ruolo | Data di nascita   | Squadra              |
| -- | ----------------- | ----- | ----------------- | -------------------- |
| -  | Gert Vande Broek  | All   | -                 | -                    |
| 1  | Angelina Bland    | C     | 26 aprile 1984    | Nantes               |
| 2  | Jasmien Biebauw   | P     | 24 settembre 1990 | Asteríx Kieldrecht   |
| 3  | Frauke Dirickx    | P     | 3 gennaio 1980    | Impel                |
| 4  | Nina Coolman      | S     | 25 gennaio 1991   | Saint-Cloud Paris SF |
| 5  | Laura Heyrman     | C     | 17 maggio 1993    | LJ                   |
| 6  | Charlotte Leys    | S     | 18 marzo 1989     | Atom Trefl Sopot     |
| 7  | Valérie Courtois  | L     | 1º novembre 1990  | Oudegem              |
| 8  | Kaja Grobelna     | O     | 5 gennaio 1995    | Asteríx Kieldrecht   |
| 9  | Freya Aelbrecht   | C     | 10 febbraio 1990  | RC Cannes            |
| 10 | Lise Van Hecke    | O     | 1º luglio 1992    | River                |
| 11 | Els Vandesteene   | S     | 30 maggio 1987    | Nantes               |
| 12 | Dominika Strumilo | S     | 26 dicembre 1996  | Asteríx Kieldrecht   |
| 14 | Hélène Rousseaux  | S     | 25 settembre 1991 | LJ                   |
| 15 | Lore Gillis       | O     | 29 novembre 1988  | Oudegem              |
| 18 | Britt Ruysschaert | L     | 27 maggio 1994    | Asteríx Kieldrecht   |
| 20 | Ilka van de Vyver | P     | 26 gennaio 1993   | RC Cannes            |

### Canada
| N° | Nome                     | Ruolo | Data di nascita   | Squadra             |
| -- | ------------------------ | ----- | ----------------- | ------------------- |
| -  | Arnd Ludwig              | All   | 15 gennaio 1967   | -                   |
| 1  | Janie Guimond            | L     | 11 aprile 1984    | Terville Florange   |
| 2  | Lisa Barclay             | S     | 7 giugno 1992     | British Columbia    |
| 3  | Brittney Page            | S     | 4 febbraio 1984   | Potsdam             |
| 4  | Kyla Richey              | S     | 20 giugno 1989    | Yeşilyurt           |
| 7  | Marie-Pier Murray-Méthot | S     | 23 marzo 1986     | Potsdam             |
| 8  | Jaimie Thibeault         | C     | 23 settembre 1989 | Robur Tiboni Urbino |
| 9  | Tabitha Love             | O     | 11 settembre 1991 | Budowlani Łódź      |
| 10 | Marisa Field             | C     | 10 luglio 1987    | Suhl                |
| 11 | Tesca Andrew-Wasylik     | L     | 11 agosto 1990    | Canada              |
| 14 | Lucille Charuk           | C     | 13 agosto 1989    | Kamnik              |
| 15 | Rebecca Pavan            | C     | 17 aprile 1990    | MTV Stoccarda       |
| 17 | Megan Cyr                | P     | 1º giugno 1990    | MTV Stoccarda       |
| 18 | Shanice Marcelle         | S     | 25 maggio 1990    | Dresdner            |
| 19 | Jennifer Lundquist       | P     | 10 settembre 1991 | Canada              |
| 20 | Dana Cranston            | S     | 5 dicembre 1991   | Istres              |

### Cuba
| N° | Nome             | Ruolo | Data di nascita  | Squadra       |
| -- | ---------------- | ----- | ---------------- | ------------- |
| -  | Juan Carlos Gala | All   | -                | -             |
| 2  | Regla Gracia     | S     | 28 giugno 1993   | Camagüey      |
| 3  | Alena Rojas      | C     | 9 agosto 1992    | Ciudad Habana |
| 4  | Melissa Vargas   | O     | 16 ottobre 1999  | Cienfuegos    |
| 5  | Yamila Hernández | P     | 8 novembre 1992  | Ciudad Habana |
| 6  | Daimara Lescay   | C     | 5 settembre 1992 | Guantánamo    |
| 9  | Dayessi Luis     | L     | 23 ottobre 1996  | Camagüey      |
| 10 | Emily Borrell    | L     | 19 febbraio 1992 | Villa Clara   |
| 11 | Gretell Moreno   | P     | 30 gennaio 1998  | Granma        |
| 14 | Dayami Sánchez   | S     | 14 marzo 1994    | Ciudad Habana |
| 16 | Yelennis Díaz    | C     | 14 ottobre 1995  | Villa Clara   |
| 18 | Sulian Matienzo  | S     | 14 dicembre 1994 | Ciudad Habana |
| 19 | Jennifer Álvarez | S     | 19 novembre 1993 | Cienfuegos    |

### Paesi Bassi
| N° | Nome               | Ruolo | Data di nascita   | Squadra          |
| -- | ------------------ | ----- | ----------------- | ---------------- |
| -  | Gido Vermeulen     | All   | 6 ottobre 1964    | -                |
| 2  | Femke Stoltenborg  | P     | 30 luglio 1991    | PTSV Aachen      |
| 3  | Yvon Beliën        | C     | 28 dicembre 1993  | PTSV Aachen      |
| 4  | Celeste Plak       | S     | 26 ottobre 1995   | Alterno          |
| 5  | Robin de Kruijf    | C     | 5 maggio 1991     | River            |
| 7  | Quinta Steenbergen | C     | 2 aprile 1985     | Prostějov        |
| 8  | Judith Pietersen   | C     | 3 luglio 1989     | Atom Trefl Sopot |
| 9  | Myrthe Schoot      | S     | 29 agosto 1988    | Dresdner         |
| 10 | Lonneke Slöetjes   | O     | 15 novembre 1990  | Busto Arsizio    |
| 11 | Anne Buijs         | S     | 2 dicembre 1991   | Busto Arsizio    |
| 12 | Manon Flier        | O     | 8 febbraio 1984   | İqtisadçı        |
| 14 | Laura Dijkema      | P     | 18 febbraio 1990  | Halkbank         |
| 16 | Kirsten Knip       | L     | 14 settembre 1992 | Sliedrecht       |
| 17 | Carlijn Jans       | C     | 24 luglio 1987    | Alterno          |
| 19 | Karine Muijlwijk   | O     | 16 febbraio 1988  | Wiesbaden        |
| 20 | Quirine Oosterveld | L     | 5 marzo 1990      | Alterno          |
| 21 | Esther van Berkel  | S     | 31 agosto 1990    | Sliedrecht       |

### Perù
| N° | Nome             | Ruolo | Data di nascita   | Squadra           |
| -- | ---------------- | ----- | ----------------- | ----------------- |
| -  | Natalia Málaga   | All   | 26 gennaio 1964   | César Vallejo     |
| 1  | Hilary Palma     | S     | 5 gennaio 1997    | Sporting Cristal  |
| 2  | Mabel Olemar     | S     | 10 maggio 1993    | César Vallejo     |
| 3  | Carla Rueda      | S     | 19 aprile 1990    | Deportivo Géminis |
| 4  | Brenda Uribe     | O     | 11 dicembre 1993  | San Martín        |
| 5  | Shiamara Almeida | P     | 19 febbraio 1996  | Sporting Cristal  |
| 6  | Alexandra Muñoz  | P     | 16 agosto 1992    | César Vallejo     |
| 7  | Andrea Urrutia   | C     | 31 maggio 1997    | San Martín        |
| 8  | Maguilaura Frías | S     | 28 maggio 1997    | Sporting Cristal  |
| 9  | Raffaella Camet  | O     | 14 settembre 1992 | Sporting Cristal  |
| 12 | Ángela Leyva     | S     | 22 novembre 1996  | San Martín        |
| 15 | Karla Ortiz      | S     | 20 ottobre 1991   | Sporting Cristal  |
| 16 | María Acosta     | L     | 25 maggio 1992    | Deportivo Géminis |
| 17 | Bárbara Briceño  | C     | 14 maggio 1996    | César Vallejo     |
| 19 | Susan Egoavil    | L     | 16 gennaio 1988   | Sporting Cristal  |

### Polonia
| N° | Nome                  | Ruolo | Data di nascita   | Squadra          |
| -- | --------------------- | ----- | ----------------- | ---------------- |
| -  | Piotr Makowski        | All   | 23 settembre 1968 | -                |
| 2  | Emilia Kajzer         | P     | 10 marzo 1992     | PTPS             |
| 3  | Katarzyna Połeć       | C     | 13 febbraio 1989  | Pałac Bydgoszcz  |
| 4  | Izabela Bełcik        | P     | 23 novembre 1980  | Atom Trefl Sopot |
| 5  | Agnieszka Kąkolewska  | C     | 17 ottobre 1994   | Impel            |
| 6  | Zuzanna Efimienko     | C     | 8 agosto 1989     | Atom Trefl Sopot |
| 7  | Julia Twardowska      | S     | 4 maggio 1995     | Pałac Bydgoszcz  |
| 8  | Katarzyna Zaroślińska | S     | 3 febbraio 1987   | Dąbrowa Górnicza |
| 9  | Maja Tokarska         | C     | 22 febbraio 1991  | AGIL             |
| 10 | Daria Paszek          | S     | 30 agosto 1991    | PTPS             |
| 11 | Dorota Medyńska       | L     | 15 aprile 1993    | Impel            |
| 12 | Izabela Żebrowska     | O     | 23 febbraio 1985  | Chemik Police    |
| 13 | Agata Durajczyk       | L     | 19 agosto 1989    | Budowlani Łódź   |
| 14 | Joanna Wołosz         | P     | 7 aprile 1990     | Busto Arsizio    |
| 16 | Elżbieta Nykiel       | S     | 6 luglio 1983     | Dąbrowa Górnicza |
| 17 | Klaudia Kaczorowska   | S     | 20 dicembre 1988  | Atom Trefl Sopot |
| 18 | Aleksandra Wójcik     | S     | 3 gennaio 1994    | Legionovia       |
| 21 | Aleksandra Sikorska   | C     | 28 aprile 1993    | Budowlani Łódź   |
| 22 | Malwina Smarzek       | O     | 3 giugno 1996     | Wola Warszawa    |

### Porto Rico
| N° | Nome              | Ruolo | Data di nascita   | Squadra               |
| -- | ----------------- | ----- | ----------------- | --------------------- |
| -  | José Mieles       | All   | 2 giugno 1977     | Leonas de Ponce       |
| 1  | Debora Seilhamer  | L     | 4 ottobre 1985    | Lancheras de Cataño   |
| 2  | Shara Venegas     | L     | 18 settembre 1992 | Criollas de Caguas    |
| 3  | Vilmarie Mojica   | P     | 13 agosto 1985    | Criollas de Caguas    |
| 6  | Yarimar Rosa      | S     | 20 giugno 1988    | Soverato              |
| 7  | Stephanie Enright | S     | 15 dicembre 1990  | Criollas de Caguas    |
| 9  | Áurea Cruz        | S     | 10 gennaio 1982   | Rabitə Baku           |
| 11 | Karina Ocasio     | O     | 1º agosto 1985    | Criollas de Caguas    |
| 13 | Janeliss Torres   | C     | 9 luglio 1991     | Leonas de Ponce       |
| 14 | Natalia Valentín  | P     | 12 settembre 1989 | Leonas de Ponce       |
| 16 | Alexandra Oquendo | C     | 3 febbraio 1984   | Criollas de Caguas    |
| 17 | Sheila Ocasio     | C     | 7 novembre 1982   | Valencianas de Juncos |
| 18 | Lynda Morales     | C     | 20 maggio 1998    | Minas                 |

## Gruppo 3

### Algeria
| N° | Nome                  | Ruolo | Data di nascita  | Squadra         |
| -- | --------------------- | ----- | ---------------- | --------------- |
| -  | François Salvagni     | All   | 11 novembre 1971 | -               |
| 2  | Nawel Hammouche       | S     | 25 aprile 1997   | NC Béjaïa       |
| 5  | Yasmine Abderrahim    | C     | 16 aprile 1999   | ASW Béjaïa      |
| 6  | Silya Magnana         | P     | 16 marzo 1991    | MB Béjaïa       |
| 11 | Mouni Abderrahim      | S     | 19 novembre 1985 | MB Béjaïa       |
| 12 | Safia Boukhima        | S     | 10 gennaio 1991  | GS Pétroliers   |
| 13 | Nawal Mansouri        | L     | 1º agosto 1985   | MB Béjaïa       |
| 14 | Chettout Kahina       | P     | 20 maggio 1992   | GS Pétroliers   |
| 15 | Aicha Mezemate        | C     | 6 giugno 1991    | GS Pétroliers   |
| 17 | Lydia Oulmou          | C     | 2 febbraio 1986  | Hainaut         |
| 18 | Tassadit Aïssou       | C     | 19 giugno 1989   | Nedjmet Chlef   |
| 19 | Kahina Arbouche       | O     | 4 settembre 1993 | ASW Béjaïa      |
| 20 | Rayhana Miloud Hocine | L     | 3 gennaio 1996   | Olympique Chlef |

### Australia
| N° | Nome              | Ruolo | Data di nascita   | Squadra            |
| -- | ----------------- | ----- | ----------------- | ------------------ |
| -  | Mark Barnard      | All   |                   |                    |
| 1  | Katarina Osadchuk | C     | 18 novembre 1991  | Örebro             |
| 3  | Nikala Cunningham | P     | 7 agosto 1994     | Queensland Pirates |
| 4  | Sophie Godfrey    | C     | 2 dicembre 1987   | Saint-Chamond      |
| 5  | Tara West         | C     | 29 novembre 1985  | WA Pearls          |
| 6  | Olivia Orchard    | S     | 4 febbraio 1984   | University Blues   |
| 9  | Rachel Rourke     | O     | 1º ottobre 1988   | Rabitə Baku        |
| 10 | Lauren Bertolacci | P     | 26 gennaio 1985   | FC Lucerna         |
| 11 | Rebecca Walter    | L     | 10 agosto 1987    | University Blues   |
| 13 | Beth Carey        | C     | 28 settembre 1990 | -                  |
| 15 | Eliza Hynes       | S     | 29 gennaio 1992   | Oriveden Ponnistus |
| 16 | Sarah Choat       | L     | 14 giugno 1984    | -                  |
| 17 | Jessica Ryder     | S     | 18 maggio 1992    | -                  |

### Bulgaria
| N° | Nome                | Ruolo | Data di nascita   | Squadra         |
| -- | ------------------- | ----- | ----------------- | --------------- |
| -  | Vladimir Kuzjutkin  | All   | -                 | -               |
| 1  | Diana Nenova        | P     | 16 aprile 1985    | Dinamo Bucarest |
| 2  | Desislava Nikolova  | S     | 21 dicembre 1991  | Halkbank        |
| 3  | Silvana Čauševa     | O     | 19 maggio 1995    | Marica          |
| 4  | Lora Kitipova       | P     | 19 maggio 1991    | Azərreyl        |
| 5  | Dobriana Rabadžieva | S     | 14 giugno 1991    | Galatasaray     |
| 6  | Cvetelina Zarkova   | C     | 18 dicembre 1986  | Dinamo Bucarest |
| 7  | Cvetelina Nikolova  | P     | 23 settembre 1990 | Vandœuvre Nancy |
| 8  | Eva Janeva          | S     | 31 luglio 1985    | RC Cannes       |
| 9  | Petja Barakova      | P     | 18 giugno 1994    | Levski Sofia    |
| 10 | Kremena Kamenova    | S     | 21 maggio 1988    | Enisej          |
| 11 | Hristina Ruseva     | C     | 1º ottobre 1991   | LJ              |
| 12 | Viktorija Grigorova | C     | 25 luglio 1990    | Rota Koleji     |
| 13 | Ivelina Monova      | L     | 17 gennaio 1986   | Marica          |
| 14 | Slavina Koleva      | S     | 22 novembre 1986  | Karşıyaka       |
| 15 | Nasja Dimitrova     | C     | 6 novembre 1992   | Levski Sofia    |
| 16 | Elica Vasileva      | S     | 13 maggio 1990    | Pink Spiders    |
| 18 | Emilija Nikolova    | O     | 26 dicembre 1991  | Imoco           |
| 19 | Gabriela Cvetanova  | S     | 11 aprile 1991    | Târgu Mureș     |
| 20 | Gergana Petrova     | S     | 1º marzo 1990     | Levski Sofia    |
| 21 | Mira Todorova       | C     | 12 aprile 1994    | Volero Zurigo   |
| 22 | Milena Dimova       | C     | 7 maggio 1994     | Marica          |

### Croazia
| N° | Nome               | Ruolo | Data di nascita  | Squadra        |
| -- | ------------------ | ----- | ---------------- | -------------- |
| -  | Angelo Vercesi     | All   | 23 giugno 1968   | Azəryol        |
| 1  | Senna Ušić         | S     | 14 maggio 1986   | Eczacıbaşı     |
| 2  | Ana Grbac          | P     | 23 marzo 1988    | Lokomotiv Baku |
| 3  | Nikolina Božičević | L     | 14 gennaio 1995  | HAOK Mladost   |
| 4  | Nikolina Jelić     | S     | 9 novembre 1991  | Potsdam        |
| 5  | Antonija Kaleb     | C     | 2 aprile 1986    | Jakarta BNI    |
| 7  | Bernarda Ćutuk     | C     | 22 novembre 1990 | Potsdam        |
| 8  | Mia Jerkov         | S     | 5 dicembre 1982  | Bursa BB       |
| 10 | Ivana Miloš        | C     | 7 marzo 1986     | AGIL           |
| 13 | Samanta Fabris     | O     | 8 febbraio 1992  | LJ             |
| 14 | Karla Klarić       | S     | 5 settembre 1994 | Volero Zurigo  |
| 15 | Bernarda Brčić     | P     | 12 maggio 1991   | HAOK Rijeka    |
| 17 | Jelena Alajbeg     | S/O   | 1º ottobre 1989  | İlbank         |
| 18 | Maja Poljak        | C     | 2 maggio 1983    | Eczacıbaşı     |
| 21 | Marija Ušić        | L     | 5 febbraio 1992  | Amiens         |

### Kazakistan
| N° | Nome                | Ruolo | Data di nascita   | Squadra    |
| -- | ------------------- | ----- | ----------------- | ---------- |
| -  | Oleksandr Gutor     | All   |                   |            |
| 1  | Tatyana Mudritskaya | O     | 17 gennaio 1985   | Schweriner |
| 2  | Lyudmila Issayeva   | C     | 26 settembre 1989 | Almatı     |
| 3  | Sana Anarkulova     | S     | 21 luglio 1989    | Almatı     |
| 4  | Lyudmila Anarbayeva | C     | 12 novembre 1983  | Žetysu     |
| 7  | Alena Omelchenko    | C     | 19 giugno 1989    | Žetysu     |
| 8  | Korinna Ishimtseva  | P     | 8 febbraio 1984   | Žetysu     |
| 9  | Irina Lukomskaya    | P     | 19 marzo 1991     | Almatı     |
| 11 | Marina Storozhenko  | L     | 6 giugno 1985     | Žetysu     |
| 12 | Inna German         | C     | 17 gennaio 1983   | Karaganda  |
| 13 | Radmila Beresneva   | S     | 6 giugno 1983     | Irtyš      |
| 14 | Yana Yagodina       | S     | 24 gennaio 1993   | Almatı     |
| 16 | Inna Matveyeva      | S     | 12 ottobre 1978   | Irtyš      |
| 20 | Tatyana Fendrikova  | L     | 23 febbraio 1990  | Almatı     |

### Kenya
| N° | Nome                | Ruolo | Data di nascita  | Squadra        |
| -- | ------------------- | ----- | ---------------- | -------------- |
| -  | David Lungaho       | All   | -                | -              |
| 1  | Jane Wairimu        | P     | 24 marzo 1985    | Kenya Prisons  |
| 2  | Everlyne Makuto     | S     | 25 agosto 1990   | Kenya Prisons  |
| 4  | Esther Wangeci      | S     | 22 novembre 1990 | Kenya Pipeline |
| 6  | Ruth Jepngetich     | C     | 9 aprile 1990    | Kenya Pipeline |
| 7  | Jannet Wanja        | P     | 24 febbraio 1984 | Kenya Pipeline |
| 9  | Elizabeth Wanyama   | L     | 27 maggio 1987   | Kenya Prisons  |
| 10 | Noel Murambi        | O     | 29 gennaio 1989  | Kenya Pipeline |
| 12 | Lydia Maiyo         | S     | 3 novembre 1988  | Kenya Prisons  |
| 14 | Mercy Moim          | S     | 1º gennaio 1989  | LiigaPloki     |
| 15 | Brackcides Khadambi | C     | 14 maggio 1984   | Kenya Prisons  |
| 18 | Monica Biama        | S     | 24 marzo 1988    | Kenya Pipeline |
| 19 | Edith Mukuvilani    | C     | 20 luglio 1994   | Kenya Prisons  |

### Messico
| N° | Nome               | Ruolo | Data di nascita   | Squadra          |
| -- | ------------------ | ----- | ----------------- | ---------------- |
| -  | Jorge Miguel López | All   | -                 | -                |
| 1  | Gema León          | C     | 11 marzo 1991     | Nuevo León       |
| 3  | Claudia López      | P     | 21 maggio 1994    | -                |
| 5  | Andrea Rangel      | S/O   | 19 maggio 1993    | Nuevo León       |
| 8  | Dulce Carranza     | C     | 29 giugno 1990    | Nuevo León       |
| 9  | Alejandra Segura   | S     | 9 novembre 1993   | Nuevo León       |
| 10 | Lizbeth Sainz      | S     | 14 dicembre 1995  | Baja California  |
| 13 | Marion Frias       | O     | 19 gennaio 1982   | Distrito Federal |
| 14 | Claudia Ríos       | S     | 22 settembre 1992 | Tamaulipas       |
| 15 | Jocelyn Urías      | C     | 16 febbraio 1996  | Baja California  |
| 17 | Zaira Orellana     | S     | 3 maggio 1989     | Jalisco          |
| 18 | Jazmin Hernández   | P     | 18 settembre 1989 | Nuevo León       |
| 20 | Ana Valle          | C     | 31 maggio 1996    | Distrito Federal |
| 21 | Kaomi Solís        | L     | 6 agosto 1994     | Colima           |

### Rep. Ceca
| N° | Nome               | Ruolo | Data di nascita   | Squadra       |
| -- | ------------------ | ----- | ----------------- | ------------- |
| -  | Carlo Parisi       | All   | 8 marzo 1960      | Busto Arsizio |
| 1  | Andrea Kossanyiová | S     | 6 agosto 1993     | Prostějov     |
| 2  | Eva Hodanová       | S     | 18 dicembre 1993  | Olymp Praha   |
| 3  | Veronika Trnková   | C     | 13 ottobre 1995   | Olymp Praha   |
| 4  | Aneta Havlíčková   | O     | 3 luglio 1987     | Fenerbahçe    |
| 5  | Klára Vyklická     | C     | 3 giugno 1993     | Královo Pole  |
| 6  | Lucie Smutná       | P     | 14 aprile 1991    | Bergamo       |
| 7  | Markéta Tomanová   | L     | 10 febbraio 1982  | Královo Pole  |
| 9  | Eva Rutarová       | C     | 14 settembre 1989 | Olomouc       |
| 10 | Michala Kvapilová  | S     | 8 febbraio 1989   | Olymp Praha   |
| 11 | Veronika Dostálová | L     | 7 aprile 1992     | Olymp Praha   |
| 13 | Tereza Vanžurová   | S     | 4 aprile 1991     | AGIL          |
| 14 | Nikol Sajdová      | C     | 20 luglio 1988    | Potsdam       |
| 16 | Helena Havelková   | S     | 25 luglio 1988    | Eczacıbaşı    |
| 18 | Pavla Vincourová   | P     | 12 novembre 1992  | Prostějov     |